# Анталья Бююкшехир Беледийеси
«Анталья Бююкшехир Беледийеси» (тур. Antalya Büyükşehir Belediyesi) — турецкий баскетбольный клуб из Антальи.

## История
Первоначально клуб был основан в 1966 году под названием «Антальяспор». Выступал в 1993—1996 в Первой лиге чемпионата Турции. После того, как занял в сезоне 1994/95 шестое место, попал в плей-офф. В первом раунде со счётом в серии 3—1 победил команду «Мейсуспор», однако в четвертьфинале уступил «Тофасу» (3—0 в серии). В сезоне 1996/97 был переименован в «Муратпаша Беледиеспор» и в 1997 году вернулся в Первую лигу, где выступал до 1999 года. В следующем сезоне был объединён с клубом «Антбирлик» (создан в 1978 года), который выступал в Первой лиге в 1981—1982 и 1994—1996. В 2000/01 выступал в чемпионате под названием «Муратпаша Беледиеспор Антбирлик». В 2002 году получил название «Анталья», а по итогам розыгрыша 2006/07 получил возможность вернуться в Первую лигу. В сезоне занял 6-е место, получил возможность выступать в плей-офф сезона 2007/08, однако был выбит в первом раунде «Фенербахче» со счётом в серии 3—1. В следующем сезоне вновь занял 6-е место, однако вновь был выбит «Фенербахче» со счётом 3—0.

## Известные игроки
- Патрик Фемерлинг
- Стеван Еловац
- Аарон Джексон
- Кори Фишер
- Майк Грин
- Расим Башак[англ.]